# 한강아 잘 있거라
"한강아 잘 있거라"는 한국에서 제작된 김성화 감독의 1963년 영화이다. 김석훈 등이 주연으로 출연하였고 이만수 등이 제작에 참여하였다.

## 출연

### 주연
- 김석훈
- 김혜정
- 이상사
- 박예숙

## 기타
- 조명: 이한찬
- 미술: 홍성칠